# Hrabstwo Hardin (Ohio)

Piramida wieku hrabstwa

Hrabstwo Hardin – hrabstwo w Stanach Zjednoczonych, w stanie Ohio. Założone 1 kwietnia 1820 roku. Według danych z 2000 roku hrabstwo miało 31 945 mieszkańców.

## Miasta
- Kenton
- Dola (CDP)

## Wioski
- Ada
- Alger
- Dunkirk
- Forest
- McGuffey
- Mount Victory
- Patterson
- Ridgeway